# Adriana Alajo
Adriana Denisse Alajo López (* 10. Februar 2005) ist eine ecuadorianische Leichtathletin, die sich auf den Hürdenlauf spezialisiert hat.

## Sportliche Laufbahn
Erste internationale Erfahrungen sammelte Adriana Alajo im Jahr 2021, als sie bei den U20-Südamerikameisterschaften in Lima in 65,47 s den vierten Platz im 400-Meter-Hürdenlauf belegte und mit der ecuadorianischen Mixed-Staffel über 4-mal 400 Meter in 3:35,95 min die Silbermedaille gewann. Anschließend belegte sie bei den U18-Südamerikameisterschaften in Encarnación in 62,51 s den vierten Platz über 400 m Hürden, ehe sie bei den U23-Südamerikameisterschaften in Guayaquil in 64,34 s den sechsten Platz belegte. Zudem gelangte sie dort mit der Frauenstaffel über 4-mal 400 Meter mit 3:47,85 min auf Rang vier. 2024 belegte sie bei den U20-Südamerikameisterschaften in Lima in 64,98 s den siebten Platz über 400 m Hürden und wurde mit der Frauenstaffel in 3:48,64 min Vierte.
2023 wurde Alajo ecuadorianische Meisterin im 100-Meter-Hürdenlauf.

## Persönliche Bestleistungen
- 100 m Hürden: 14,63 s (+1,4 m/s), 8. Juni 2024 in Quito
- 400 m Hürden: 62,51 s, 26. September 2021 in Encarnación